# Гімназія № 9 (Сімферополь)
Гімназія № 9 Сімферопольської міської ради Автономної республіки Крим була організована в Сімферополі у 1990 році на основі школи з поглибленим вивченням ряду предметів англійською мовою. Вона є загальноосвітнім навчальним закладом академічного рівня, має гуманітарну і лінгвістичну спрямованість, має на меті поглиблений розвиток інтелектуального рівня учнів.

## Минуле
Як таку, школу було засновано у 1915 році, й тоді це був приватний навчальний заклад. У ньому викладало подружжя Жирових, та нараховувалося 20 учнів. Через певні труднощі школа була вимушена змінити місцезнаходження, переїхавши в 1935 році до будинку колишньої жіночої гімназії.
У 1934 р. школу було представлено на виставці експериментальних шкіл у Москві. Її експозиція отримала схвальні відгуки. 
Із початком німецько-радянської війни 1941―1945 рр. багато викладачів та учнів пішли на фронт. Імена полеглих увічнено на меморіальній дощці. 

## Сьогодення
Зараз у школі навчаються 710 учнів, працюють  25 кабінетів , обладнених ноутбуками та плазменими екранами, 2 комп'ютерних класи. Вивчаються англійська (поглиблено, з 1-го класу), німецька (2-га мова з 5-го класу)  мови. 
У 2000 році було відроджено традицію проведення літніх лінгвістичних таборів; такі табори проводилися у 1970-х рр. на базі пансіонатів на Чорноморському узбережжі Криму. Наразі у роботі лінгвістичних таборів беруть участь носії мови (добровольці Корпусу миру США [Архівовано 16 грудня 2008 у Wayback Machine.]). Учні гімназії є регулярними призерами та переможцями I-IV етапів Всеукраїнських учнівських олімпіад із англійської та німецької мов, беруть участь у  щорічних науково-практичних конференціях вищих навчальних закладів республіки.
На базі гімназії № 9 Кримський республіканський інститут післядипломної педагогічної освіти (КРІППО) регулярно проводить конференції для викладачів іноземних мов; учителі гімназії дають майстер-класи для колег. 
Із 1999 року гімназія співпрацює з Корпусом миру США в Україні: досі у школі працювали викладачі Корпусу миру Еріка Мартін (англ. Erica Martin, 2002) та Елісон Стор (англ. Alison Stohr, 2007), Эдриан Клейн (2010-2012), Сінтія Клеменс (2012-2014).

## Індивідуальні риси
- В школі викладання деяких аспектів англійської мови ведеться за авторськими курсами (Література Англії/США, Гіди-перекладачі, Англійська через мистецтво, ЗНО без пробем).
- Щорічний Тиждень іноземних мов завершується театралізованою виставою «Біля англійського каміна» (англ. 'At The English Fireplace').
- Організація літніх мовних таборів (див.).
- Учні школи листуються з Єлизаветою II.

## Проблеми та перспективи.
- Застаріла матеріальна база та інфраструктура (будівля 1930-х рр).
- Відсутність спортивного майданчика та площадки для проведення загальношкільних свят
- Потрібен капітальний ремонт фасаду будинку гімназії, перекриття, газового модулю
- Необхідно переобладнання непрацюючого тиру на фізкультурний зал для молодщих школярів

### Директорами у різні роки були
Тетяна Валеріївна Коваль (2004―по цей час)
Людмила Леонідівна Згіннік (1983―2004)
Клавдія Петрівна Лебедєва (1970―1983)
Петро Абрамович Медведєв 
Сергій Павлович Брусенцов